# Homostola pardalina
Homostola pardalina är en spindelart som först beskrevs av Hewitt 1913.  Homostola pardalina ingår i släktet Homostola och familjen Cyrtaucheniidae. Inga underarter finns listade i Catalogue of Life.